# Karl Steinhuber
Karl Steinhuber (ur. 1 maja 1906 w Linzu, zm. w listopadzie 2002) – austriacki kajakarz. Srebrny medalista olimpijski z Berlina.
Zawody w 1936 były jego jedynymi igrzyskami olimpijskimi. Srebro zdobył w kajakowej dwójce na dystansie 10000 metrów. Partnerował mu Viktor Kalisch. Na mistrzostwach Europy w kajakarstwie zdobył trzy medale: jeden srebrny i dwa brązowe w latach 1933-1936.